# Lozotaenia
Genre
Lozotaenia est un genre de lépidoptères (papillons) de la famille des Tortricidae.

## Liste des espèces en Europe
- Lozotaenia cupidinana
- Lozotaenia forsterana
- Lozotaenia hesperia Powell, 1962
- Lozotaenia mabilliana
- Lozotaenia retiana
- Lozotaenia rindgei Obr., 1962
- Lozotaenia straminea